# Dichtegradientenzentrifugation
Die Dichtegradientenzentrifugation gehört zu den physikalischen Trennverfahren von Partikeln anhand der Sedimentation in einem Dichtegradienten. Verschiedene gelöste Makromoleküle werden in einer Ultrazentrifuge anhand ihrer Bewegungsgeschwindigkeit (Sedimentationsgeschwindigkeit) oder Dichte unter dem Einfluss starker Zentrifugalkräfte sortiert.

## Eigenschaften
Dabei hängt die Bewegungsgeschwindigkeit ab von
- der Winkelgeschwindigkeit des Rotors
- dem Abstand des Maximums des Konzentrationsgradienten vom Rotorzentrum
- der Form des Moleküls
- der Dichte des Lösungsmittels
- der Viskosität des Lösungsmittels.

Einfacher Gradientenmischer für kontinuierliche Gradienten

Für die Dichtegradientenzentrifugation ist ein Lösungsmittel erforderlich, das infolge eines Konzentrationsgefälles eines darin gelösten Stoffes eine von oben nach unten ansteigende Dichte aufweist (kontinuierlicher Gradient). Das Konzentrationsgefälle verläuft von unten nach oben, weil sich die unterschiedlich dichten Schichten im Schwerefeld der Erde ausrichten und die meisten für einen Gradienten verwendeten Stoffe eine höhere Dichte aufweisen als die Probe. Da die zu trennenden Partikel in der Probe nur einen kleinen Teil der wässrigen Lösung ausmachen, ist die Dichte der Probe geringfügig höher als die Dichte von Wasser.
Der Konzentrationsgradient wird erzeugt, indem das Zentrifugenglas mit einem ansteigenden Gradienten einer Lösung gefüllt wird. Bei umgekehrter Reihenfolge vermischt sich die Lösung beim Absinken der schwereren Lösung, der Gradient sinkt dabei auf null. Die höchste Dichte des Gradienten liegt am Boden des Zentrifugenglases, und jeder Bereich hat eine größere Dichte als der unmittelbar darüber (in Richtung Rotormittelpunkt) liegende. Durch den Gradienten nähert sich die Wanderungsgeschwindigkeit bei zunehmender Entfernung vom Rotormittelpunkt einer linearen Zunahme, ohne Dichtegradient wächst sie sich exponentiell mit dem Radius. Eine Möglichkeit, einen kontinuierlichen Dichtegradienten vor einer Zentrifugation zu erzeugen, ist der Gradientenmischer.
Im einfachsten Fall eines Konzentrationsgradienten reduziert sich der Gradient auf nur eine Dichtestufe (einschichtiger diskontinuierlicher Gradient), deren Dichte über der ursprünglichen Dichte der Probe und unter der Dichte der zu trennenden Teilchen in der Probe liegt. Durch vorsichtiges Übereinanderschichten von Lösungen mit sinkender Dichte können mehrstufige Gradienten aufgebaut werden, alternativ können immer dichter werdende Lösungen unterschichtet werden. Ein Gradientenmischer wird zur Erzeugung diskontinuierlicher Gradienten nicht benötigt. Die zentrifugierten Partikel sammeln sich bei geeigneter Dichte des Gradienten an einer der Grenzschichten zwischen zwei Dichtebereichen an.
Die zu untersuchende Probe wird vor der Zentrifugation auf die Oberfläche dieser Lösung mit dem Gradienten gegeben. Während der mehrstündigen Trennung sedimentieren die Moleküle mit unterschiedlicher Geschwindigkeit in der Lösung. Die Trennung erfolgt, solange die Dichte der Probe größer ist als die Dichte des Lösungsmittels und umso schneller, je größer der Dichteunterschied ist. Nach Einstellung des Gleichgewichts erhält man unterschiedliche Banden der Bestandteile der Probe. Bei Erreichen einer Dichte, die der des Moleküls entspricht, endet die Wanderung und die zentrifugierte Probe befindet sich im Gleichgewicht. Für ein trennscharfes Ergebnis müssen die einzelnen Banden gegen eine Vermischung durch Konvektion geschützt werden, weshalb gekühlt wird. Im Anschluss an eine Zentrifugation können sich die Banden durch Diffusion, Vibrationen und Stöße vermischen, weshalb zügig und erschütterungsarm fraktioniert wird.
Bei der Dichtegradientenzentrifugation stellt sich für jede Molekülsorte ein Gleichgewicht einer Sortierung durch die Sedimentation und einer gegenläufigen Diffusion ein, kleinere Moleküle haben dabei unschärfere Banden. Für jede Molekülsorte kann eine Sedimentationskonstante K bestimmt werden. Sie ist als Quotient von Sedimentationsgeschwindigkeit und Zentrifugalbeschleunigung definiert und wird als Svedberg-Einheit (S) angegeben. So besteht z. B. das bakterielle Ribosom aus zwei größeren Untereinheiten, 30 S und 50 S (zusammen 70 S) und das der Eukaryoten aus 40 S und 60 S (zusammen 80 S). Kleinere Viren wie Picornaviren haben eine Sedimentationskonstante von 150 S. Viroide liegen zwischen 5,9 und 8,2 S.
Für die Dichtegradientenzentrifugation sind Rotoren mit ausschwingenden Röhrchenhaltern besser geeignet, als Rotoren mit starren Röhrchenhaltern. Der Rotor wird ungebremst auslaufen gelassen, um den Dichtegradienten nicht zu verwirbeln.

## Begriffsdefinitionen

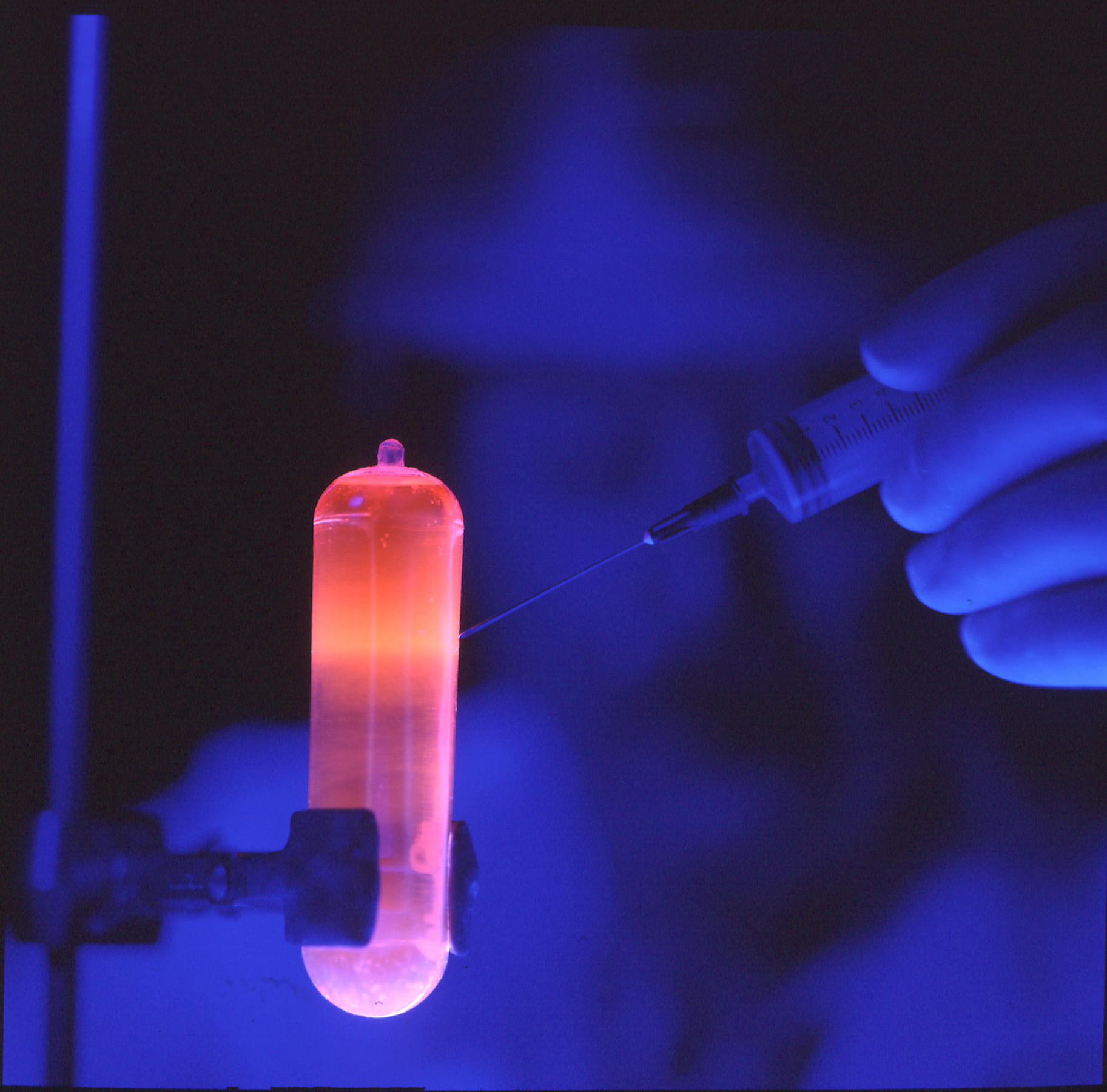
Fluoreszenz von DNA mit Ethidiumbromid im Cäsiumchlorid-Gradienten

Grundsätzlich gibt es zwei unterschiedliche Methoden der Dichtegradientenzentrifugation:
- Bei einer rate-zonal centrifugation erfolgt eine Trennung in einem Gradienten (synonym Zone) nach der Sinkgeschwindigkeit (synonym Sedimentationsrate) beziehungsweise nach der zurückgelegten Strecke nach einer bestimmten Zeit. Die Zentrifugation wird vor Erreichen des Gleichgewichts abgebrochen.[3][4] Die voneinander zu trennenden Teilchen besitzen eine höhere Dichte als der dichteste Bereich des Gradienten, daher würde eine längere Zentrifugation (zum Gleichgewicht) zu einem Niederschlag führen, was eine Trennung von Teilchen verschiedener, aber ähnlicher Dichte verhindern würde.[5] Die Sedimentationsrate ist von der Größe und Form der Teilchen abhängig.[6] Da bei dieser Methode nur die Sedimentationsrate (und nicht die Dichte) von Belang ist, wird diese Zentrifugation als rate-zonal centrifugation bezeichnet.[7] Hierbei kann ein kontinuierlicher (gleichmäßig ansteigend) oder ein diskontinuierlicher Gradient (mit Konzentrationsstufen) verwendet werden.[8][9] Ein Beispiel dafür wären ribosomale Untereinheiten in einem Gradienten aus Rohrzucker. Dabei verbreitern sich die Banden im Laufe der Zeit durch die Diffusion. Nach sehr langer Zeit würden alle ribosomalen Untereinheiten auf dem Boden des Röhrchens als Niederschlag landen. Die Dichte des Gradienten wird so gewählt, dass die Banden der voneinander zu trennenden Teilchen ausreichend weit auseinanderliegt, da eine Überlappung der Banden zu breiteren Banden führen kann.[10]
- Die Trennung nach gleicher Dichte wird als isopyknische Zentrifugation bezeichnet. Ein Beispiel dafür wären Nukleinsäuren mit Ethidiumbromid in einem Gradienten aus Cäsiumchlorid. Nur bei der isopyknischen Zentrifugation werden die Banden im Laufe der Zeit immer schärfer und bleiben auch nach sehr langer Zeit der Zentrifugation (im Gleichgewicht) an derselben Stelle des Röhrchens.

## Bestimmung der Molmasse
Durch eine Gleichgewichtszentrifugation kann die Molmasse M (in Kilogramm pro Mol) bei bekanntem partiellem spezifischen Volumen ν bestimmt werden. Dieses beträgt bei Proteinen ungefähr 0,000735 Kubikmeter pro Kilogramm, was einer Dichte von ungefähr 1360 Kilogramm pro Kubikmeter entspricht.
{\displaystyle {\frac {d\ln c}{dx^{2}}}={\frac {M(1-\nu {\overrightarrow {\rho }})}{2RT}}\omega ^{2}}
Alternativ kann die Molmasse auch über die isopyknische Zentrifugation mit der Dichte ρs an der Position der Proteinbande, der Position der Bande xs, dem Dichtegradienten dρ/dx an der Position der Proteinbande (in kg m−4) und der Halbwertsbreite Δx1/2 der Konzentrationsverteilung ermittelt werden.
{\displaystyle M={\frac {8RT\rho _{\text{s}}\ln 2}{\omega ^{2}x_{\text{s}}\Delta x_{\text{1/2}}^{2}{\frac {\partial \rho }{\partial x}}}}}

## Anwendungen
In der Biochemie wird die Dichtegradientenzentrifugation für die Trennung von Organellen einer Zelle im Zuge einer Zellfraktionierung und zur Molmassenbestimmung größerer Proteinkomplexe eingesetzt. Man arbeitet hier mit steilen Gradienten von Rohrzucker (Saccharose) bzw. Cäsiumchlorid. In der Zellbiologie und Medizin wird die rate zonal centrifugation zur Trennung von PBMC benutzt. Als Trennlösungen kommen bei der PBMC-Trennung synthetische Polymere aus Saccharose (Ficoll) oder Kieselgel (Percoll) in isotonischen Lösungen zum Einsatz.